# Glory by Honor IX
O Glory by Honor IX foi o novo evento Glory by Honor produzido pela empresa de pro wrestling Ring of Honor (ROH), no dia 11 de setembro no Manhattan Center, na cidade de Nova Iorque. Pelo evento principal, tivemos Tyler Black defendendo o ROH World Championship contra Roderick Strong.

## Resultados
| No.                                      | Lutas | Estipulação                                                                               | Tempo        |
| ---------------------------------------- | --- | ----------------------------------------------------------------------------------------- | ------------ |
| 1                                        | Kenny King derrotou Jay Briscoe | Singles match                                                                             | 07:39        |
| 2                                        | Mark Briscoe derrotou Rhett Titus                                                                                                   | Singles match                                                                             | Desconhecido |
| 3                                        | The Embassy (Erick Stevens e Necro Butcher) (com Prince Nana) derrotou Grizzly Redwood e Ballz Mahoney                              | Tag Team Grudge match                                                                     | 07:44        |
| 4                                        | Colt Cabana e El Generico derrotram Kevin Steen e Steve Corino                                                                      | Double Chain match                                                                        | 19:43        |
| 5                                        | Eddie Edwards (c) derrotou Shawn Daivari (com Prince Nana)                                                                          | Singles match pelo ROH World Television Championship                                      | 07:43        |
| 6                                        | Christopher Daniels derrotou Austin Aries                                                                                           | Singles match                                                                             | 13:07        |
| 7                                        | The Kings of Wrestling (Claudio Castagnoli e Chris Hero) derrotaram Wrestling's Greatest Tag Team (Charlie Haas e Shelton Benjamin) | Tag Team match                                                                            | 20:43        |
| 8                                        | Roderick Strong (c/ Truth Martini) derrotou Tyler Black (c)                                                                         | No Disqualification match pelo ROH World Championship c/ Terry Funk como árbitro especial | 15:00        |
| (c) – refere-se ao campeão antes da luta | |                                                                                           |              |